# Giro del Lazio 1988
Il Giro del Lazio 1988, cinquantaquattresima edizione della corsa, si svolse il 17 settembre 1988 su un percorso di 234 km. La vittoria fu appannaggio del francese Charly Mottet, che completò il percorso in 5h50'16", precedendo lo svizzero Tony Rominger e il canadese Steve Bauer.
Sul traguardo di Roma 75 ciclisti, su 171 partenti da Marino, portarono a termine la competizione.

## Ordine d'arrivo (Top 10)
| Pos. | Corridore          | Squadra       | Tempo    |
| ---- | ------------------ | ------------- | -------- |
| 1    | Charly Mottet      | Système U     | 5h50'16" |
| 2    | Tony Rominger      | Château d'Ax  |          |
| 3    | Steve Bauer        | Weinmann      |          |
| 4    | Maurizio Fondriest | Alfa Lum      |          |
| 5    | Sean Kelly         | KAS-Canal 10  |          |
| 6    | Adrie van der Poel | PDM-Ultima    |          |
| 7    | Stefano Colagè     | Alba Cucine   |          |
| 8    | Rolf Sørensen      | Ariostea-Gres |          |
| 9    | Gianni Bugno       | Château d'Ax  |          |
| 10   | Marco Vitali       | Atala-Ofmega  |          |